# Похвала мухе
«Похвала мухе» (др.-греч. Μυίας Ἐγκώμιον) — парадоксальный энкомий Лукиана Самосатского.

## Об энкомии
Риторические упражнения в жанре парадоксального энкомия, восхваляющие что-либо заведомо бесполезное (как, в данном случае, назойливое жужжащее насекомое), были, по-видимому, довольно распространены во времена Второй софистики. Этой литературной забавой увлекался Марк Корнелий Фронтон, автор «Похвального слова пыли и дыму», Дион Хризостом сочинил «Похвалу попугаю» и «Похвалу волосам» (вслед за Дионом епископ Синезий Киренский написал «Похвалу лысине»), другой знаменитый ритор Фаворин — «Похвалу комару»; первые же хвалебные речи различным насекомым известны со времен Исократа. Особенностью подобных пародий был внешне вполне серьёзный стиль изложения, выстроенный по всем правилам ораторского искусства.
По мнению С. К. Апта, Лукиан сочинял тексты вроде «Похвалы мухе» или «Суда гласных» в период своих риторских занятий, когда однообразие их словесных приёмов ещё не вызывало у него желания выйти за обычные рамки. Полученный при этом опыт позднее был использован для создания комического эффекта в диалогах, как, например, в «Прометее, или Кавказе», где Прометей строит обличительную речь против Зевса по всем правилам риторики. Предполагается, что при создании энкомия Лукиан пользовался платоновским «Федром».
Морис Круазе ставит этот энкомий в один ряд с «Гиппием» и «Похвалой родине», при этом считая наиболее стилистически отточенной из трёх этих коротких композиций, в которой «насмешливый дух, как и воображение, вспыхивают в тысяче граней (буквально: фасеток) стиля».
«Похвала мухе» была одним из образцов, которые использовал Эразм Роттердамский при создании своей «Похвалы глупости».

## Содержание
Энкомий начинается со сравнения мух с комарами и слепнями, последовательно разбираются физическое строение и различные достоинства этого насекомого, а также его образ жизни (§ 1—4). Особо упоминается большая сообразительность, с которой «избегает муха злоумышляющего и враждебного к ней паука» (§ 5), уклоняясь от расставленной этим чудовищем ловчей сети.
Для воспевания мушиного мужества и отваги Лукиан привлекает величайшего из поэтов Гомера, который доблесть лучшего из героев равняет не со львом и леопардом, «но с дерзновением мухи, с неустрашимостью и упорством её натиска» (§ 5), говоря, что она не дерзка, но именно дерзновенна и, будучи согнана с тела, вновь яростно атакует человека.
В § 6 Лукиан пишет, что муха настолько сильна, что беспокоит даже слона, забираясь в складки его кожи, и рассказывает о брачной практике этого насекомого, в § 7 утверждает, что мухи бессмертны, ибо, умершие и посыпанные пеплом, оживают, а Платон допустил ошибку, не наделив этих существ бессмертными душами. Живущая свободной, муха наслаждается самыми изысканными кушаниями раньше царей, ибо свободно прогуливается по пиршественным столам и пробует всё, что захочет (§ 8). Муха не устраивает себе гнезда и кочует подобно скифам, а действует только при свете дня, ибо ей нечего стыдиться и нечего скрывать (§ 9).
По преданию, красавица по имени Муха была соперницей Селены и так досаждала Эндимиону своими песнями и болтовнёй, что разгневанная богиня превратила её в насекомое, и с тех пор муха будто завидует спящим, особенно молодым и красивым, которых старается укусить, но не по злобности, а чтобы «добыть меда с красоты» (§ 10). Были ещё древняя поэтесса и известная афинская гетера с таким именем, Мухой же звали и дочь Пифагора, жену Милона Кротонского (§ 11). Напоследок упомянув про некую особенно крупную разновидность мух («пёсьи», или «солдатские» мухи), способных к перемене пола (§ 12), Лукиан резко обрывает свою похвальную речь, чтобы читатель не подумал, будто он как в поговорке делает из мухи слона (§ 13), чем разрушает всю мнимую серьёзность панегирика.